# Tres de farra per Nadal
Tres de farra per Nadal (títol original en anglès, The Night Before) és una pel·lícula de comèdia nadalenca estatunidenca del 2015 dirigida per Jonathan Levine i escrita pel mateix Levine, Evan Goldberg, Kyle Hunter i Ariel Shaffir. La pel·lícula és protagonitzada per Joseph Gordon-Levitt, Seth Rogen i Anthony Mackie com a tres amics de la infància que es retroben la nit de Nadal a la recerca de la millor festa de Nova York. Lizzy Caplan, Jillian Bell, Mindy Kaling i Michael Shannon també formen part del repartiment. S'ha doblat i subtitulat al català.
El reportatge principal va començar l'11 d'agost de 2014 a la ciutat de Nova York. Good Universe i Point Grey Pictures van produir la pel·lícula, que Columbia Pictures va estrenar a Amèrica del Nord el 20 de novembre de 2015. La pel·lícula va rebre crítiques en diversos sentits i va recaptar 52 milions de dòlars a tot el món.